# Infostart
Az Infostart.hu online közéleti hírportál. A szlogenje: a tárgyilagosság olvasható. Az InfoRádióval együttműködve – a hírrádiótól megszokott tárgyilagos megközelítésben – friss hírekkel, elemzésekkel, interjúkkal informál. Havonta csaknem kétmillió egyedi látogatója van, és több mint hétmillió cikkét olvassák el (a Gemius Prism mérése szerint).
A napi hírfolyam mellett egyedi audio- és videotartalmakat kínál az oldal, az okosrádió-felületen letölthetők a legfrissebb politikai, gazdasági, sport-, időjárási vagy közlekedési hírek, és a tematikus magazinműsorok teljes, kereshető hangtára is megtalálható egyetlen platformon.

## Története
Inforadio.hu néven 2005 óta van jelen a magyar médiapiacon. 2018-ban teljesen megújult, megváltoztatta a nevét, az arculatát, és azóta működik Infostart.hu néven.

## Elismerések
2018-ban a Magyar Marketing Szövetség által meghirdetett pályázaton a média kategóriában elnyerte Az Év Honlapja címet.

## Külső hivatkozások
- Infostart.hu
- Az Infostart Facebook-oldala
- Az Infostart YouTube-csatornája